# La Chair et le Fouet
Pour plus de détails, voir Fiche technique et Distribution.
La Chair et le Fouet (Das Rasthaus der grausamen Puppen) est un film italo-allemand réalisé par Rolf Olsen sorti en 1967.

## Synopsis
Le couple de bandits Betty Williams et Bob Fishman essaient de voler une bijouterie à Glasgow. Tandis que Bob parvient à s'échapper, Betty est arrêtée et condamnée à dix ans de prison. Les sévères conditions de détention font vite de Betty une personne dure et amère. Elle apprend que Bob est devenu serveur dans un restaurant sur la côte. Lors d'une séance de flagellation de la surveillante Francis Nipple, Betty se rebelle et la tue. Elle récupère les clés et s'évade avec quatre autres prisonnières.
Les cinq fugitives volent des habits dans un grand magasin. Elle tirent sur le directeur. Arrivée au restaurant, Betty découvre Bob n'a plus rien à faire d'elle et du passé. Toutefois il aide les femmes à se faire passer pour des employées du restaurant. Lorsque le propriétaire du restaurant découvre cela, on pense à l'éliminer.
Afin d'avoir de l'argent pour aller en Angleterre, les femmes décident d'enlever Marilyn Oland et de demander une rançon de 20 000 livres. Mais le plan échoue, car le mari ne veut plus de son épouse névrotique et veut même profiter de la situation pour l'assassiner. Au restaurant, elle éliminent Mrs. Twaddle, un témoin. Lorsqu'un couple entre dans le restaurant, les femmes et Bob enlèvent leur enfant malade. Alors qu'ils tentent d'échapper à la police, Bob et Betty meurent sous leurs balles.

## Fiche technique
- Titre allemand : Das Rasthaus der grausamen Puppen
- Titre italien : La locanda delle bambole crudeli
- Titre français : La Chair et le Fouet ou L'Auberge des poupées cruelles[1]
- Réalisation : Rolf Olsen, assisté de Lucie Berndsen
- Scénario : Rolf Olsen
- Musique : Erwin Halletz
- Direction artistique : Nino Borghi
- Photographie : Karl Löb
- Montage : Lilo Krüger
- Production : Karl Spiehs
- Sociétés de production : Lisa Film, Bruno Ceria Stabilimenti Cinematografichi
- Société de distribution : Constantin Film
- Pays d'origine :  Allemagne de l'Ouest,  Italie
- Langue : allemand
- Format : Noir et blanc - 1,66:1 - Mono - 35 mm
- Genre : Thriller
- Durée : 96 minutes
- Dates de sortie :
  - Allemagne de l'Ouest : 6 juin 1967
  - France : 31 mai 1972[1]

## Distribution
- Essy Persson : Betty Williams
- Erik Schumann : Bob Fishman
- Helga Anders : Linda
- Margot Trooger : Marilyn Oland
- Ellen Schwiers : Francis Nipple
- Karin Field : Jean
- Jane Tilden : Wanda Twaddle
- Dominique Boschero : Sylvia
- Gabriella Giorgelli : Esther
- Joachim Teege : Oscar, le directeur
- Balduin Baas (de) : Lupus McIntosh
- Rolf von Nauckhoff : Jack Oland

## Bande originale
Les chansons Dirty Angels (générique) et A New Day interprétées par Don Adams font l'objet d'un 45t publié par Ariola.